# Campionato europeo femminile di pallacanestro Under-16 Division C 2019
Il Campionato europeo femminile di pallacanestro Under-16 2019 di Division C (noto anche come FIBA U16 Women's European Championship Division C 2019) si è svolto In Moldavia, a Chișinău.

## Classifica finale
| Pos     | Team       |  |
| ------- | ---------- |  |
| Oro     | Cipro      |  |
| Argento | Georgia    |  |
| Bronzo  | Scozia     |  |
| 4.      | Moldavia   |  |
| 5.      | Galles     |  |
| 6.      | Malta      |  |
| 7.      | Gibilterra |  |